# Bazovszky Lajos
Dr. Bazovszky Lajos (szlovákul: Ľudovít Bazovský; Érújfalu, 1872. július 22. – Fenyőháza, 1958. december 10.) felvidéki politikus, ügyvéd, Bazovszky Kálmán testvére.

## Élete
1872 júliusában született Bazovszky Dániel és Szkalos Zsuzsanna második gyermekeként, tanulmányait Rimaszombatban és Késmárkon végezte. Budapesten tanult jogot, és itt is doktorált.
1918. november 28-i általa összehívott losonci népgyűlésen kimondták észak Nógrád elszakadását Magyarországtól. Még ugyanaznap a volt 25. gyalogezred laktanyájában golyó általi halálra ítélték, ami elől csak Károlyi Mihály sürgönye mentette meg, aki azonnal Budapestre hívatta. Ő lett az első nógrádi csehszlovák főispán. Később azonban politikai irányvonalában a magyarsághoz közeledett.
1935-ben gyakorlatilag hazaárulás vádjával folyt ellene nagy sajtónyilvánosságot kapott bírósági per Pozsonyban.